# مركز تنفسي
يقع المركز التنفسي في النخاع المستطيل والجسر، في جذع الدماغ. يتكون المركز التنفسي من ثلاث مجموعات تنفسية رئيسية من الخلايا العصبية، اثنتان في النخاع وواحدة في الجسر. توجد في النخاع الفئات التنفسية الظهرانية والمجموعة التنفسية البطنانية. وفي الجسر، تشتمل مجموعة التنفس الجسريّ على منطقتين تُعرفان باسم مركز التنفس الصناعي ومركز توقف التنفس.
المركز التنفسي هو المسؤول عن توليد والحفاظ على إيقاع التنفس، وأيضا تعديل هذا في الاستجابة الاستتبابية للتغيرات الفسيولوجية. يستقبل المركز التنفسي المدخلات من المستقبلات الكيميائية والمستقبلات الميكانيكية والقشرة المخية وتحت المهاد من أجل تنظيم معدل وعمق التنفس. تُحفز المداخلات من خلال تغير مستويات الأكسجين وثاني أكسيد الكربون ودرجة الحموضة في الدم، عن طريق التغيرات الهرمونية المتعلقة بالتوتر والقلق من تحت المهاد، وأيضًا عن طريق إشارات من القشرة المخية لإعطاء التحكم الواعية في التنفس.
يُمكن أن تسبب إصابات المجموعة التنفسية اضطرابات تنفسيِّة مُختلفة قد تتطلب تهوية ميكانيكية، وعادة ما ترتبط بسوء التشخيص.

## المجموعات التنفسية
ينقسم المركز التنفسي إلى ثلاث مجموعات رئيسية، اثنتان في النخاع وواحدة في الجسر. المجموعتان في النخاع هما الفئات التنفسية الظهرانية والمجموعة التنفسية البطنانية. في الجسر، تتكون مجموعة التنفس الجسريّ من منطقتين -مركز التنفس الإصطناعي ومركز توقف التنفس. تسيطر مجموعات النخاع الظهري والبطني على الإيقاع الأساسي للتنفس. تقترن المجموعات بمجموعة واحدة على كل جانب من جذع الدماغ.